# Cratere Mago
Mago  è un cratere sulla superficie di Marte.